# علم أونتاريو

علم مقاطعة أونتاريو

علم أونتاريو هو راية حمراء تحتوي علم المملكة المتحدة في ركن العلم العلوي ودرع أونتاريو في المنتصف. الراية الحمراء كانت الراية المدنية وعلم كندا الرسمي من أواخر القرن التاسع عشر حتى عام 1965. اعتمد هذا العلم رسميا في مقاطعة أونتاريو الكندية في 14 أبريل 1965 في فترة شهدت فيها العديد من المقاطعات الكندية اعتماد أعلامها الخاصة.